# Сухой Яр (Харьковская область)
Сухой Яр (укр. Сухий Яр) — село, 
Бугаевский сельский совет,
Изюмский район,
Харьковская область.
Код КОАТУУ — 6322882005. Население по переписи 2001 года составляет 153 (69/84 м/ж) человека.

## Географическое положение
Село Сухой Яр находится на расстоянии в 3,5 км от села Бугаевка и в 1,5 км от села Новоселовка (Балаклейский район).
В селе две запруды.

## Экономика
- Молочно-товарная ферма.

## Объекты социальной сферы
- Школа.